# Edmée Hatinguais
Edmée Hatinguais, née à Bolbec le 24 juillet 1896 et morte à Garches le 31 octobre 1972, est une enseignante et inspectrice générale de l'Instruction publique française. Elle est directrice de l'École normale supérieure de jeunes filles de 1941 à 1944.

## Biographie
Edmée Lucienne Marc naît en 1896 à Bolbec. Elle est agrégée de lettres en 1919, enseigne quelques années, puis dirige le lycée Fromentin à Alger (1928-1938) puis le lycée Racine à Paris à partir de 1938. Elle est nommée directrice de l'École normale supérieure de jeunes filles par un arrêté du 31 juillet 1941 de Jérôme Carcopino, alors secrétaire d’État à l’Éducation nationale et à la Jeunesse, en remplacement d'Eugénie Cotton, qui vient d'être mise à la retraite d'office par le gouvernement de Vichy, en raison de son engagement communiste. Elle gère notamment le transfert de l'école à Paris. Elle épouse Armand Hatinguais (1895-1984). À la Libération, Eugénie Cotton est rétablie à son poste de directrice de l'École par Henri Wallon, alors secrétaire général à l’Éducation nationale, et Edmée Hatinguais est suspendue le 24 août 1944. Mais Eugénie Cotton ne souhaite pas reprendre ses fonctions, et Lucy Prenant est nommée « chargée des fonctions de directrice de l’ENS de Sèvres ».
Edmée Hatinguais quant à elle est chargée, à partir du 26 janvier 1945, d'organiser le CIEP (Centre international d'études pédagogiques) — créé par Gustave Monod et hébergé dans les anciens bâtiments de l'École normale supérieure de Sèvres —, qu'elle dirige de 1945 à 1966, date de son départ à la retraite,.
Elle meurt à Garches le 31 octobre 1972 et est inhumée au cimetière de Sèvres.

## Distinctions
- 1966 : commandeur de la Légion d'honneur[8]
- 1956 : inspectrice générale de l'Instruction publique[9]